# ホルスの4人の息子

ホルスの4人の息子。左からイムセティ、ドゥアムトエフ、ハピ、ケベフセヌエフ。

ホルスの4人の息子（ホルスのよにんのむすこ）とは、エジプト神話の4柱の神々で、本質的には4つのカノプス壷を人格化したもので、身体はミイラになっている。

## 概要
古代エジプトにおいて人は、死後にバーとカーに別れ、肉体が保存されていれば生き返ると考えた。そのための保存方法がミイラである。この時、内臓が残っているとミイラが腐ってしまうため、取り出されカノプス壺に保存された。
このカノプス壺を守るのが「ホルスの四人の息子」、「王の棺の守護者たち」、「ホルスの化身」と呼ばれた神々である。
彼らの姿は、壺の蓋部分の装飾で表される。各々担当する内臓と方角、彼らを守護する女神がいる。
- イムセティ (Imsety) は、人間の姿をしており肝臓を守る。またイシスに守られる。南向き。
- ドゥアムトエフ (Duamutef) は、ジャッカルの姿をしており胃を守る。またネイトに守られる。東向き。
- ハピ (Hapi) は、ヒヒの姿をしており肺を守る。またネフティスに守られる。北向き。
- ケベフセヌエフ (Qebehsenuef) は、ハヤブサの姿をしており腸を守る。またセルケトに守られる。西向き[2][3]。

## 解説

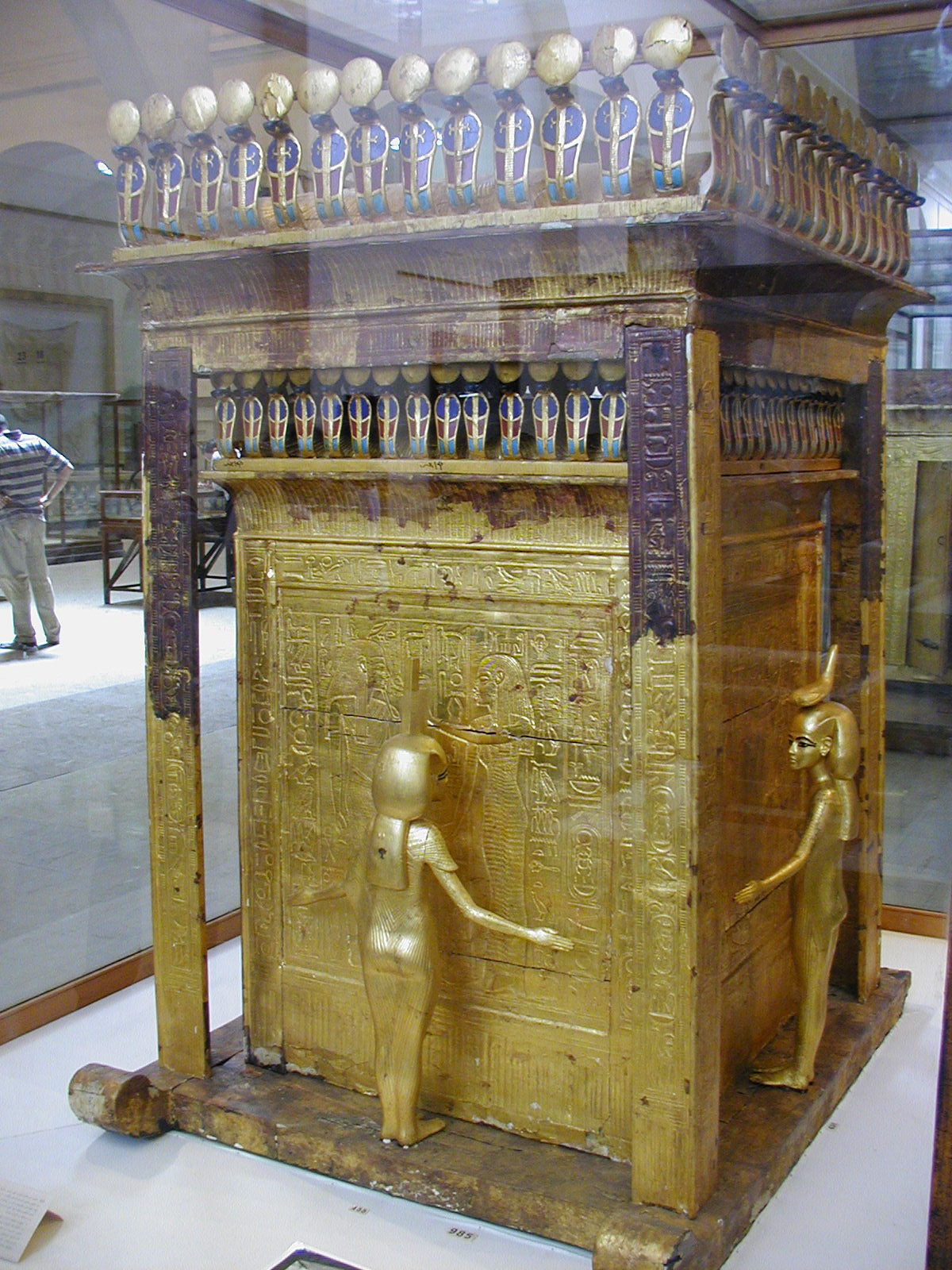
ツタンカーメンのカノプス壷を納めた箱。四方を女神が守っている。

当時、心臓には魂が宿るとされたため、ミイラを作る際に身体に残された。また心臓は、死者の審判において必要な部位と信じられた。
脳は、鼻水など様々な粘液の発生源と見なされていたため、鼻から棒を差し込み、かき混ぜて液状にして吸い上げて捨てた。
カノプス壺に保存されるのは、胃（と腸の一部）と肝臓と腸の大部分と肺である。これらを切除して防腐処理をし、それぞれ別々の壷に保管した。この方式から逸脱したミイラが作られた時代もあった。第21王朝の時代には、防腐処理した内臓をミイラの体内に戻してから包帯を巻き、カノプス壷は象徴として空のまま置かれた。ただ干乾びた内臓を正確に判別することは困難であり、不明な点は多い。
ホルスの4人の息子についての初期の記述は、ピラミッド文書に見られる。彼らはその王の友人であり、はしごを使って王の魂が東方の天に昇るのを助けるとされていた。当時、ファラオが死ぬとラーが梯子を降ろして霊を太陽の船に迎え、冥界を旅すると考えられた。
彼らがホルスと結び付けられたのはエジプト古王国時代で、単に息子であるだけでなくホルスの魂だとされていた。王またはファラオはホルスの現世の姿であり、またホルスに守られているとされていた。しかし、死んだファラオは新たなファラオの父であることからホルスの父オシリスと見なされ、その内臓はホルスの一部あるいはむしろホルスの子と見なされた。そしてイシスが彼らの母と見なされた。
４人の息子と対応する４つカノプス壷は、男女双対の原則からそれぞれ特定の四柱の女神が守護するとされた。これが死者を守護する四柱の女神で、イシス、ネフティス、ネイト、セルケトである。
また彼らは4方位にも対応付けられており、ハピは北、イムセティは南、ドゥアムトエフは東、ケベフセヌエフは西とされた。
エジプト中王国時代の古典的なホルスの4人の息子の描写としては、棺の東側の面にイムセティとドゥアムトエフを描き、棺の西側の面にハピとケベフセヌエフを描いていた。東側の側面には一対の目が描かれることがあり、棺の中のミイラも日の出の方角である東を向くように置かれており、そちらが棺の正面とされることがある。
エジプト第18王朝まで、カノプス壷の蓋はその王の頭部の像になっていたが、それ以降は動物の頭部の像になった。対して棺や石棺に描かれるホルスの4人の息子は、当初から動物の形で描かれるのが一般的だった。

## ハピ
ハピは、ヒヒの頭を持ち、死者の肺を守り、一方で女神ネフティスに守護される。その名をヒエログリフで表した中には舟の舵と関係が深いと見られる部分があるが、正確なところは不明である。このためハピを航海（航法）と結びつけることもあったが、初期の記述では「偉大な走者」とされている。
| 「 | 「お前は偉大な走者だ。お前は我が子らの中で最も大きいのだから、来て我が父 N と共にあり、ハピの名の下に離れずにいよ」とホルスは言った。 | 」 |

死者の書の第151章では、ハピが次のような言葉を発するとされている。
| 「 | 私はあなたを守るために来た。私はあなたの頭と体に包帯を巻き、あなたの敵を打ち倒し、またあなたの頭を永遠に守る。 | 」 |

シューの4つの天の支柱の1つとして、また天国への4つの梯子の1つとして、ハピは北に対応する。これについては特に死者の書の第148章に記述がある。
なお、"Hapi" はナイル川の神ハピの綴りの1つと全く同じだが、異なる神である。

## イムセティ
イムセティは、人間の頭を持ち、死者の肝臓を守り、一方で女神イシスに守護される。ホルスからは、「持ち上げろ」と命じられており、死者を復活させるのを助ける役目を担っていたと見られる。
| 「 | 「お前は N のところに来た。来て我が父 N を持ち上げてその下にあり、イムセティの名の下に離れずにいよ」 | 」 |

起き上がることは生きていることを意味し、横たわっていることは死を意味すると見られる。
死者の書の第151章では、イムセティが次のような言葉を発するとされている。
| 「 | 私はあなたを守るために来た。私はプタハの命に従い、またラーの命に従い、あなたの家を長く栄えさせる。 | 」 |

ここでも家を栄えさせるという暗喩で甦らせることを示している。ここでは、プタハとラーの権威に基づいてそれを行うことになっている。
死者の書の第148章でホルスの4人の息子と4方位が対応付けされている。イムセティは南に対応する。

## ドゥアムトエフ
ドゥアムトエフは、ジャッカルの頭を持ち、死者の胃を守り、一方で女神ネイトに守護される。彼の役目は死者を礼拝することと見られ、その名の意味は「母を礼拝する者」である。コフィン・テキスト（棺に書かれた文書）では、ホルスが次のように呼びかけている。
| 「 | 「私のために来て我が父 N を礼拝せよ。ちょうどあなたがドゥアムトエフの名のもとに我が母イシスを礼拝したように」 | 」 |

ここに明らかになったようにイシスには2つの役割があり、若干混乱させられる。一般にイシスはオシリスの妻でホルスの母だが、同時にホルスの配偶者でもあり、従ってホルスの息子たちの母でもある。ドゥアムトエフは、ホルスではなくオシリスを父と呼ぶようになり、さらに曖昧となっていった。
死者の書の第151章では、ドゥアムトエフが次のような言葉を発するとされている。
| 「 | 私は我が父オシリスを傷つける者から守るために来た。 | 」 |

この文書では、オシリスを傷つけるのが誰なのか明らかにされていないが、考えられる候補は2人いる。まず1人はセトで、実際にオシリスを殺したという神話がある。母であるイシスを礼拝する息子は、どういうわけかセトに打ち勝つ助けになるとされている。別の候補はヘビの姿をした悪魔アペプで、太陽の運行を妨げることからオシリスの復活も妨げるということになる。いずれにしてもドゥアムトエフは、イシスを礼拝することで死者を守る力を持ったと見られる。
彼もシューの天の支柱の1つ、天国の梯子の1つとされており、東に対応付けられている。

## ケベフセヌエフ
ケベフセヌエフは、ハヤブサの頭を持ち、死者の腸を守り、一方で女神セルケトに守護される。その役目は死者に元気を与えることと見られ、その名は「同胞に献酒する者」を意味する。ホルスは、彼に次のように命じている。
| 「 | 「来て我が父を元気付けよ。ケベフセヌエフの名のもとに彼に仕えよ。あなたは来て、彼のために涼しさを生み出すだろう」 | 」 |

献酒や冷たい水をかけることは、古代エジプトでの伝統的な礼拝形式だった。ファラオが神に献酒する様子を描いた絵が多数存在する。これには、浄化と元気付けという2つの意味があった。
死者の書の第151章では、ケベフセヌエフが次のような言葉を発するとされている。
| 「 | 私はあなたの骨を集め、内臓を集め、心臓をもたらし、それをあなたの体のその場所に置くために来た。 | 」 |

セトはオシリスを殺した後、その死体を隠すために切り刻みナイル川のデルタ地帯にそれをばらまいた。古代エジプトでは、これは復活を妨げる呪いであり、ケベフセヌエフが身体の部分を集めると言っている背景には、その考え方がある。
ケベフセヌエフは西に対応付けられている。

## ジャッカル、ヒヒ、ハヤブサ、人間

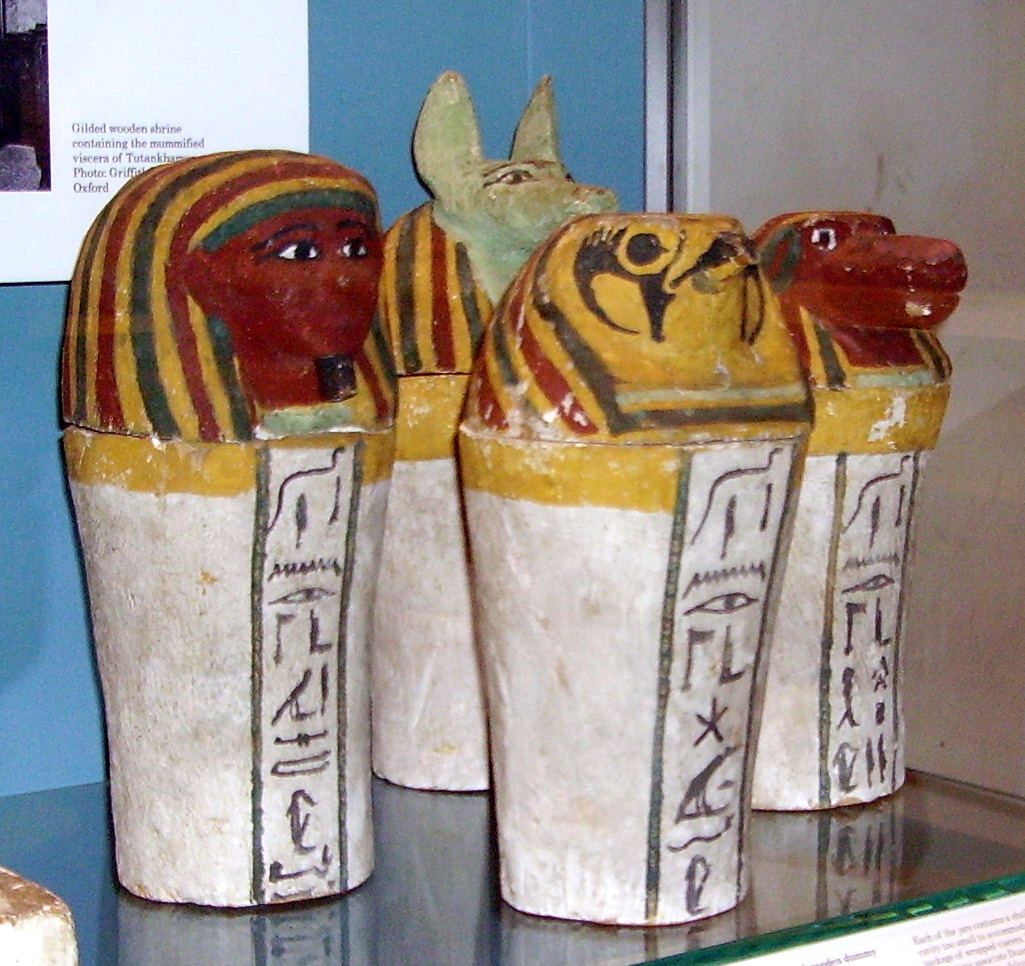
ホルスの4人の息子の頭部の形状をした蓋を持つカノプス壷（大英博物館）

ホルスの息子たちに4種類の動物が関連付けられた理由は定かではないが、ここでは、それらの動物が他のエジプト神話でどういう意味を持っているかを解説する。
ヒヒは月とトートと関係が深い。トートは知恵と知識の神である。またヒヒは、日の出のときに太陽に向かって手を挙げて鳴くとされており、それが礼拝しているように見えるとされていた。
ジャッカルまたは黒犬はアヌビスや防腐処理と関係が深い。また同じくジャッカルの姿で描かれる「道を切り開く者」ウプウアウトは、死者の魂を導くとされた。
ハヤブサはホルス自身と関係が深く、セケルというミイラの姿をした冥界の神とも関係が深い。
そして人間はオシリス自身か、狩猟神オヌリスと関係すると見られる。

ホルスの4人の息子は、単なるカノプス壷の守護者という役目を越えた属性を持っている。死者の書の第148章では天国への4つの梯子として言及されており、同じく第17章では、アヌビスが呼び出した7つの天の精霊のうちの4つとして言及されており、この記述を通して北極星周辺のおおぐま座の星とも結び付けられている。